# Будиша, Игор
Игор Будиша (хорв. Igor Budiša; 23 сентября 1977, Осиек, СР Хорватия, СФРЮ) — хорватский футболист, центральный защитник.

## Карьера
Выступал за разные клубы из шести стран — Хорватии, Германии, Венгрии, Греции, России и Китая.
Воспитанник футбольного клуба «Осиек», там же начал профессиональную карьеру. Далее выступал на родине за клубы «Кроациа» и «Марсония».
В 2000 году присоединился к немецкому клубу «Айнтрахт» (Трир), выступавшему в Региональной лиге-«Юг». Затем выступал за клубы Второй Бундеслиги «Саарбрюккен» и «Швайнфурт 05».
В 2002 году играл за «Залаэгерсег» в Высшем дивизионе Венгрии. Вскоре перебрался в Грецию где выступал за «Панахаики» и «Шкода Ксанти».
В 2004 году вернулся в «Айнтрахт» (Трир), который поднялся во Вторую Бундеслигу.
В 2005—2006 гг. игрок ярославского «Шинника», в РФПЛ провёл 28 игр, забил 2 мяча. После вылета «Шинника» в первый дивизион Будиша отправился в Китай, где защищал цвета клубов «Циндао Чжуннэн» и «Цзянсу Сайнти».
В 2009 году, после почти десятилетней карьеры за рубежом, вернулся в Хорватию. Сначала выступал за клубы Высшего дивизиона — «Шибеник» и «Сплит», затем рангом ниже — «Олимпия» (Осиек), «Торпедо» (Кушевац) и «Металац» (Осиек).
После завершения карьеры игрока приступил к тренерской деятельности.